# Олексий Биков
Олексий Олексиевич Биков (на украински: Биков Олексій Олексійович) е украински футболист, който играе на поста централен защитник. Състезател на Заглембе Сосновец.

## Кариера
На 30 юни 2021 г. Биков е обявен за ново попълнение на пловдивския Локомотив. Прави дебюта си на 25 юли при загубата с 1 – 3 като домакин на Лудогорец.